# Le Testament d'un poète juif assassiné (film)
Pour plus de détails, voir Fiche technique et Distribution.
Le Testament d'un poète juif assassiné est un film franco-israélien réalisé par Frank Cassenti et sorti en 1988.

## Fiche technique
- Titre : Le Testament d'un poète juif assassiné
- Réalisation : Frank Cassenti
- Scénario : Frank Cassenti et Annie Mercier, d'après le roman d'Elie Wiesel
- Photographie : Patrick Blossier
- Son : Michel Guiffan
- Montage : Annie M. Mercier
- Musique : Gabriel Yared
- Production : Feeling Productions - La Sept - Images des anges - TF1 Films Productions - Swan Productions - YNIL Film Productions
- Pays de production :  France,  Israël
- Durée : 90 minutes
- Date de sortie : 
  - France : 24 février 1988

## Distribution
- Michel Jonasz : Paltiel Kossover
- Erland Josephson : Zupanev
- Wojciech Pszoniak : le juge
- Philippe Léotard : Bernard Hauptmann
- Vincent David : Grisha Kossover
- Ann Zacharias : Inge